# Schiffssetzung bei Gannarve
Die etwa 29 m lange Schiffssetzung bei Gannarve liegt nördlich von Fröjel, an der Westküste der schwedischen Insel Gotland.
Von einer der längsten Schiffssetzungen der Insel hat man, nahe der Küstenstraße, einen weiten Blick über das Meer zu den Inseln Lilla Karlsö und Stora Karlsö. Ursprünglich gab es hier eine zweite Schiffssetzung. Sie ist vor langer Zeit der Kultivierung der Böden zum Opfer gefallen. Das vorhandene Schiff war auf ähnliche Weise von Zerstörung bedroht. 
Bei der archäologischen Untersuchung im Jahr 1959 wurden nur noch die Stevensteine an ihrem ursprünglichen Platz angetroffen. Unter der Erdoberfläche entdeckte man dunkle Rinnen und Gruben in dem darunter gelegenen Kies, die anzeigten, wo die Steine der Reling gestanden hatten. Deshalb konnte die Schiffssetzung mit großer Genauigkeit restauriert werden. Neugesetzte Steine wurden an der Innenseite markiert, um sie von den am ursprünglichen Platz vorgefundenen Steinen unterscheiden zu können. Die Schiffssetzungen dieses Typs sind in die jüngere Bronzezeit zu datieren. 